# Tolkien Estate
Tolkien Estate — юридическое лицо, которое управляет имуществом британского писателя Джона Рональда Руэла Толкина, в том числе, авторскими правами на его произведения. Отдельные авторские права являются имуществом дочерних компаний, таких как «J. R. R. Tolkien Discretionary Settlement» и «The Tolkien Trust».
Управляют компанией сын Джона Толкина Кристофер (до 2017 года), невестка Бейли Толкин и внук Майкл Джордж Толкин.
Авторские права на персонажей, имена и названия из книг Джона Толкина «Властелин колец» и «Хоббит» c 1969 года принадлежали компании United Artists. В 1976 права перекуплены Middle-earth Enterprises, которой управляет Сол Зэнц.
В ноябре 2012 года Tolkien Estate подали в суд на компании Middle-Earth Enterprises, Warner Brothers и New Line Cinema за, якобы, нарушение авторских прав Толкина. Tolkien Estate утверждают, что действия данных компаний причинили «непоправимый вред наследию Толкина».
В период руководства Кристофера Tolkien Estate часто конфликтовала и судилась с кинокомпаниями, производившими экранизации. В 2017 году Кристофер Толкин подал в отставку с поста руководителя организации. Сразу после этого политика Tolkien Estate в отношении экранизаций резко поменялась на положительную, и компания заключила сделку с каналом Amazon на производство сериала о Средиземье.